# Адолф Фридрих V (Мекленбург)
Адолф Фридрих V фон Мекленбург-Щрелиц (на немски: Adolf Friedrich V Großherog von Mecklenburg-Strelitz; Georg Adolf Friedrich August Viktor Ernst Adalbert Gustav Wilhelm Wellington Grossherzog von Mecklenburg-Strelitz; * 22 юли 1848, Нойщрелиц; † 11 юни 1914, Берлин), с пълното име Георг Адолф Фридрих Август Виктор Ернст Адалберт Густав Вилхелм Велингтон фон Мекленбург-Щрелиц, е велик херцог на Мекленбург-Щрелиц (1904 – 1914), генерал на кавалерията.

## Живот
Той е единствен син на велик херцог Фридрих Вилхелм II фон Мекленбург (1819 – 1904) и съпругата му принцеса Августа Каролина Кеймбриджка от Великобритания и Ирландия (1822 – 1916), дъщеря на херцог Адолфус Фредерик от Кеймбридж и Великобритания (1774 – 1850) и Августа Вилхелмина Луиза фон Хесен-Касел (1797 – 1889), дъщеря на ландграф Фридрих фон Хесен-Касел (1747–1837). Майка му е внучка на британския крал Джордж III (1738 – 1820).
Адолф Фридрих V следва право в университета в Гьотинген. От 1860 г. той е наследствен велик херцог на Мекленбург-Щрелиц. Той участва през 1870/71 г. във Френско-германската война. На 18 януари 1871 г. той замества баща си при прокламирането на пруския крал Вилхелм I на германски кайзер в дворец Версай.
Адолф Фридрих V става на 30 май 1904 г. велик херцог на Мекленбург-Щрелиц. Той се стреми да модернизира страната си, опитва се безуспешно да въведе конституция.
Адолф Фридрих V се разболява тежко и умира на 65 години на 11 юни 1914 г. в Берлин. Погребан е във фамилната гробница в Миров. Кайзер Вилхелм II присъства на погребението му.

## Фамилия
Адолф Фридрих V се жени на 17 април 1877 г. в Десау за принцеса Елизабет фон Анхалт-Десау (* 7 септември 1857, Вьорлиц; † 20 юли 1933, Нойщрелиц), дъщеря на херцог Леополд Фридрих I Франц Николаус фон Анхалт (1831 – 1904), княз фон Анхалт-Десау, и съпругата му Антоанета фон Саксония-Алтенбург (1838 – 1908), дъщеря на принц Едуард фон Саксония-Алтенбург (1804 – 1852) и първата му съпруга Амалия фон Хоенцолерн-Зигмаринген (1815 – 1841). Те имат четири деца:
- Виктория Мария Августа Луиза Антоанета Каролина Леополдина (* 8 май 1878, Нойщрелиц; † 14 октомври 1948, Оберкасел), омъжена I. на 22 юни 1899 (развод 1908) за граф Георг Яметел (1859 – 1944), II. на 11 август 1914 г. в Нойщрелиц за принц Юулиус Ернст фон Липе-Бистерфелд (1873 – 1952)
- Августа Шарлота Юта Александра Георгина Адолфина (* 24 януари 1880, Нойщрелиц; † 17 февруари 1946, Рим), омъжена на 15 юли 1899 г. за принц Данило II Петрович-Негош от Черна гора (1871 – 1939), крал на Черна гора (1921), син на крал Никола I
- Адолф Фридрих VI (* 17 юни 1882, Нойщрелиц; † 23 февруари 1918, Нойщрелиц), велик херцог на Мекленбург-Щрелиц (1914 – 1918), вер. се самоубива
- Карл Борвин Кристиан Александер Артур (* 10 октомври 1888, Нойщрелиц; † 24 август 1908, при дуел при Мец)